# Оксид технеция(IV)
Оксид технеция(IV) — неорганическое соединение, оксид металла технеция с формулой TcO2, коричнево-чёрные кристаллы, не растворимые в воде, образует гидраты.

## Получение
- Разложение при нагревании оксида технеция(VII):

{\displaystyle {\mathsf {2Tc_{2}O_{7}\ {\xrightarrow {260^{o}C}}\ 4TcO_{2}+3O_{2}}}}
- Разложение при нагревании пертехнетата аммония:

{\displaystyle {\mathsf {2NH_{4}TcO_{4}\ {\xrightarrow {700-800^{o}C}}\ 2TcO_{2}+N_{2}+4H_{2}O}}}
- Гидролиз хлорида технеция(IV):

{\displaystyle {\mathsf {TcCl_{4}+2H_{2}O\ {\xrightarrow {}}\ TcO_{2}\downarrow +4HCl}}}

## Физические свойства
Оксид технеция(IV) образует коричнево-чёрные кристаллы моноклинной сингонии, пространственная группа P 21/c, параметры ячейки a = 0,553 нм, b = 0,479 нм, c = 0,553 нм, β = 120°, Z = 4.
Не растворяется в воде, из растворов осаждается в виде гидрата TcO2 · nH2O, из которого при высушивании в определённых условиях можно получить Tc(OH)4.

## Химические свойства
- Разлагается при нагревании:

{\displaystyle {\mathsf {TcO_{2}\ {\xrightarrow {1100^{o}C}}\ Tc+O_{2}}}}
- Из гидрата при сушке можно получить различные продукты:

{\displaystyle {\mathsf {TcO_{2}\cdot nH_{2}O\ {\xrightarrow {100^{o}C,vacuum}}\ Tc(OH)_{4}+(n-2)H_{2}O}}}
{\displaystyle {\mathsf {TcO_{2}\cdot nH_{2}O\ {\xrightarrow {400^{o}C,N_{2}}}\ TcO_{2}+nH_{2}O}}}
- Реагирует с концентрированными кислотами:

{\displaystyle {\mathsf {TcO_{2}+6HCl\ {\xrightarrow {}}\ H_{2}[TcCl_{6}]+2H_{2}O}}}
- Окисляется концентрированной горячей азотной кислотой:

{\displaystyle {\mathsf {TcO_{2}+3HNO_{3}\ \xrightarrow {90^{o}C} \ HTcO_{4}+3NO_{2}\uparrow +H_{2}O}}}
- Окисляется перекисью водорода в щелочной среде:

{\displaystyle {\mathsf {2TcO_{2}+3H_{2}O_{2}+2NaOH\ {\xrightarrow {}}\ 2NaTcO_{4}+4H_{2}O}}}
- При нагревании окисляется кислородом воздуха:

{\displaystyle {\mathsf {4TcO_{2}+3O_{2}\ {\xrightarrow {200^{o}C}}\ 2Tc_{2}O_{7}}}}